# Governació de Fernando Poo i Annobón

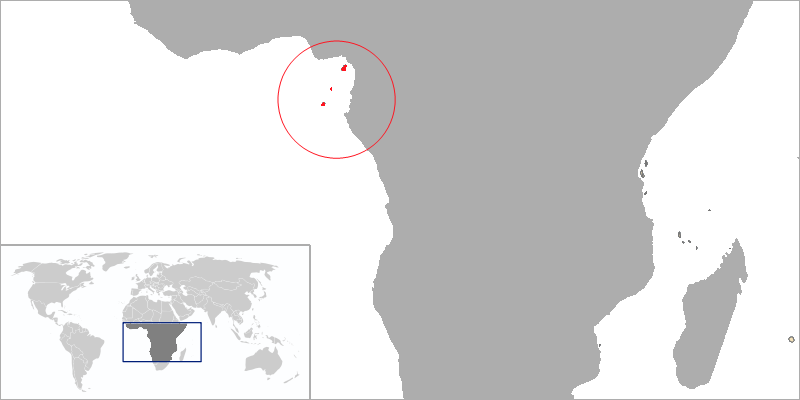
En la costa del golf de Guinea, dins del Virregnat del Riu de la Plata, la Governació de Fernando Poo i Annobón (1778-1780).

La Governació de Fernando Poo i Annobón va ser una àrea administrativa integrant de l'Imperi Espanyol dins del Virregnat del Riu de la Plata, les dues illes formen part actualment de la República de Guinea Equatorial a Àfrica.

## Antecedents
L'illa d'Annobón va ser descoberta l'1 de gener de 1471 pels portuguesos João de Santarém i Pedro de Escobar. El portuguès Fernão do Pó va situar l'illa de Bioko en els mapes en aquest mateix any i la va batejar com a Flor Formosa. Els portuguesos van colonitzar Fernando Poo i Annobón en 1494 convertint-les en centre del comerç d'esclaus. En 1592 l'illa d'Annobón va rebre un governador portuguès dependent del governador de l'illa de São Tomé. Entre 1642 i 1648, Annobón va ser ocupada per holandesos, el mateix que Bioko des de 1641 fins a 1648. En 1656 Diego Delgado va intentar sense èxit plantar canya de sucre a l'illa.
L'1 d'octubre de 1777 Carles III d'Espanya i Maria I de Portugal van signar per mitjà dels seus negociadors, José Moñino Comte de Floridablanca i Francisco Inocencio de Sousa Coutinho, el Tractat de San Ildefonso que va ajustar els límits d'ambdues corones a Amèrica i Àsia, per un annex secret al tractat de set articles, es va convenir a més la cessió de les illes de Fernando Poo i Annobón a Espanya:
| « | Desitjant Sa Majestat Fidelíssima correspondre a la magnanimitat de Sa Majestat Catòlica, i condescendir amb tot el que pugui ser grat i útil als seus vassalls, cedeix a la corona d'Espanya l'illa d'Annobon en la costa d'Àfrica, amb tots els drets, possessió i accions que té s la mateixa illa, perquè per descomptat pertanyi als dominis espanyols, de la pròpia manera que fins ara ha pertangut als de la corona de Portugal. | » |

| « | Igualment cedeix Sa Majestat Fidelísima en el seu nom i en el dels seus hereus i successors, a Sa Majestat Catòlica i als seus hereus i successors tot el dret i acció que té o pugui tenir a l'illa de Fernando del Pó en el golf de Guinea, perquè els vassalls de la corona d'Espanya es puguin establir en ella i negociar en els ports i les costes oposades a aquesta illa, com són els ports del riu Gabaon, de los Camarones, de Santo Domingo, Cabofermoso i uns altres d'aquell districte; sense que per això s'impedeixi o destorbi el comerç dels vassalls de Portugal, particularment dels de les illes del Príncipe i de Sao Tomé, que al present van i que en el futur anessin a negociar en aquesta costa i ports, comportant-se en ells els vassalls espanyols i portuguesos amb la mes perfecta harmonia, sense que per algun motiu o pretext es perjudiquin o destorbin els uns als altres. | » |

## La governació

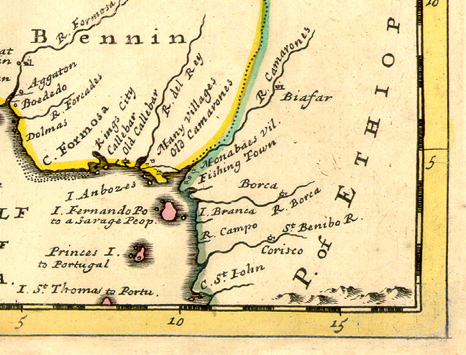
Mapa de 1729 mostrant l'àrea geogràfica del Golf de Guinea on es desenvolupen les cultures bubis, fang i benga, entre altres

El primer virrei del Riu de la Plata, tinent general Pedro de Cevallos, va rebre una instrucció reservada de la Cort el 20 d'octubre de 1777 per la qual el ministre d'Índies José de Gálvez nomenava comissari regi al brigadier dels Reials Exèrcits Felipe de Santos Toro comte d'Argelejo i el virrei va emetre una ordre el 27 d'octubre de 1778 perquè encapçalés una expedició que rebés les illes que havia de lliurar Portugal, prenent-ne possessió en nom de la corona espanyola i establint-se com a governador dependent del virrei de Buenos Aires. Les illes havien de servir per al comerç d'esclaus i es pretenia utilitzar-les com a escala en una futura ruta des de les Filipines.
El 17 d'abril de 1778 l'expedició va partir de Montevideo, formada per tres bucs: Santa Catalina, Soledad i el bergantí Santiago. El segon cap de l'expedició era el tinent coronel d'artilleria Joaquín Primo de Rivera. L'assessor tècnic era el tinent coronel d'Enginyers Francisco de Paula Esteban i el cap de la flota el capità de fragata José Varela Ulloa. Ramón Topete era el comandant de la fragata Soledad i el tinent de navili José Grandellana el comandant del Santiago.
La flota va arribar el 29 de juny de 1778 a la portuguesa illa de Príncipe on havia d'esperar-los el comissari reial portuguès, però els espanyols hi foren maltractats durant l'estada pels portuguesos i bloquejats pels traficants anglesos, morint molts expedicionaris per les malalties i arribant-se a projectar la presa de les illes Príncipe i Fernando Poo sense esperar al comissari de Portugal. El 27 de setembre de 1778 es va enviar cap a Espanya al Santiago al comandament del tinent de navili José Grandellana, demandant auxilis i ordres a seguir, on va arribar l'1 de gener de 1779. Fra Luis Cayetano de Castro, comissari lusità, va arribar el recentment el 4 d'octubre en la fragata Nossa Senhora da Graça procedent de Pernambuco.
El 14 d'octubre de 1778 els dos vaixells espanyols i el portuguès van partir cap a Fernando Poo a la qual van arribar el 24 d'octubre prenent possessió formal de l'illa sense presència dels seus habitants que es van amagar a l'interior. L'endemà van partir per Annobón fent escala a Sao Tomé entre el 4 i el 10 de novembre. El 14 de novembre de 1778 quan viatjava cap a Annobón va morir el comte d'Argelejo, per la qual cosa l'endemà passat va assumir com a governador provisional Primo de Rivera, qui es va mantenir en el càrrec fins al 31 d'octubre de 1780. El 29 de novembre van arribar a Annobón sense prendre possessió davant la negativa dels seus habitants al traspàs de sobirania. Primo de Rivera no va intentar ocupar l'illa, va enviar a Varela Ulloa a Espanya en la Santa Catalina per informar de l'esdevingut (va arribar el 12 de març de 1779) i es va dirigir a Sao Tomé.
L'1 de setembre de 1779 va arribar a Sao Tomé la zumaca Concepción al comandament del tinent de fragata Guillermo Carboner, a qui Primo de Rivera va enviar a reconèixer Fernando Poo. El 12 de setembre van reconèixer una ancorada a la que van anomenar Concepción. El 29 de novembre de 1779 la flota va partir cap a Fernando Poo per establir-se a Concepción.
El 20 de gener de 1780 el Santiago i la polacra Santa Engracia van arribar a Príncipe procedents de les illes Canàries d'on havien partit el 21 de novembre de l'any anterior amb vitualles per socórrer l'expedició. El Santiago va romandre a Príncipe i la Santa Engracia es va dirigir a Concepción, des d'on va ser enviada a Espanya per informar de la situació que ja havia costat 85 morts, però va ser capturada per anglesos.
El 22 d'agost de 1780 el rei Carles III va ordenar al virrei de Buenos Aires que enviés 50.000 pesos en vaixells portuguesos als expedicionaris.
El 24 de setembre de 1780 es va produir una revolta encapçalada pel sergent Jerónimo Martín, qui va capturar Primo de Rivera. A causa de l'adversitat del clima i les malalties tropicals que delmaven als soldats, es temia un atac de la població bubi. Jerónimo Martín va fer enterrar els canons i va embarcar el 31 d'octubre en la nau Santiago rumb a l'illa portuguesa de Sao Tomé, portant pres Primo de Rivera i arribant el 16 de novembre on reassumí el comandament. Van romandre a Sao Tomé, on foren atacats en port per tres fragates angleses el 24 de setembre de 1781, després de comprar als portuguesos el navili Nossa Senhora do Carmo, el 30 de desembre van partir cap al Brasil arribant a Salvador de Bahia el 24 de febrer de 1782. El 12 de febrer de 1783 van arribar a Montevideo els romanents 26 expedicionaris, on Primo de Rivera va lliurar al sergent Jerónimo Martín i als altres revoltats per ser jutjats, demanant després el seu indult que va ser concedit. Dels 247 expedicionaris van perir o van desaparèixer 221 a més de 60 esclaus comprats als portuguesos.
A partir de llavors les dues illes van romandre abandonades per Espanya, sent visitades i ocupades per britànics, entre ells el capità Fitz Willian Owen del vapor Eden qui el 27 d'octubre de 1827 va instal·lar a Fernando Poo un dipòsit d'esclaus lliberts, traslladats en 1832 a Sierra Leone.
Els espanyols van tornar a les illes el 6 de març de 1843, quan el Comissari Regi, capità de fragata Juán José Lerena y Barry, va ser enviat a prendre possessió en nom de la reina Isabel II. Lerena Barry va nomenar governador a l'anglès John Beecroft i a l'holandès Carlos Linslager com a segon.